# Peter Schöne
Peter Schöne (n. 17 de mayo de 1976 en Berlín) es un barítono alemán.

## Biografía
El barítono Peter Schöne nacido en Berlín realizó sus estudios de canto con Harald Stamm en la Universidad de Bellas Artes de Berlín. Complementó su educación en clases maestras con Brigitte Fassbaender, Dietrich Fischer-Dieskau y Thomas Hampson. También estudió violín con Valerie Rubin en la Escuela Superior de Música de Nuremburgo-Augsburgo.
Poco antes de terminar sus estudios de canto pasó a ser parte del elenco del Teatro de Hagen.
Se ha presentado en varios recitales como por ejemplo el Musikverein de Viena, la Filarmónica de Berlín y la Academia de Bellas Artes de Múnich.

## Premios
- 2003 Primer Premio del Concurso Internacional Schubert de Graz.
- 2004 Primer Premio Lied del Siglo XX y XXI del Círculo Cultural de la Industria Alemana.
- 2004 Primer Premio del Concurso Joseph Suder Núremberg.
- 2004 Premio a la nueva generación de cantantes de la Revista Orpheus.
- 2004 Primer Premio del Concurso Federal de Canto Berlín.
- 2006 Premio Schneider-Schott de la ciudad de Maguncia.
- 2006 Tercer Premio del Concurso de la Cadena de Radio y Televisión Alemana ARD.